# Seututie 373
Pour les articles homonymes, voir Route 373.
La route régionale 373 (finnois : Seututie 373) est une route régionale allant de Tykkimäki à Kouvola jusqu'à Kangas à Kouvola en Finlande,,.

## Présentation
La seututie 373 est une route régionale de la Vallée de la Kymi.